# Ptychochromis loisellei
Ptychochromis loisellei é uma espécie de peixe da família Cichlidae. A espécie foi proposta como "Ptychochromis sp. nov. Garaka" sendo formalmente descrita apenas em 2006.
É endémica de Madagáscar, onde pode ser encontrada na bacia do rio Mahanara ao norte de Sambava no noroeste da ilha. Os seus habitats naturais são: rios. Está ameaçada por perda de habitat. 